# 경주로

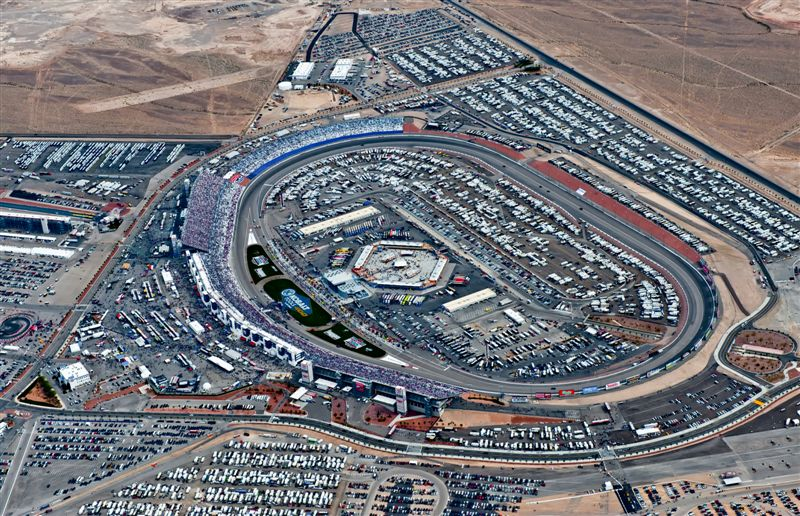

경주로(競走路), 트랙(영어: track)은 경주마, 그레이하운드 경주 등 동물이나 자동차, 모터사이클, 경주로 자전거나 육상 선수들이 달리는 길이다. 영국에서는 코스(영국 영어: race course), 미국에서는 트랙(미국 영어: race track)이라고 부른다.
코스는 자연상태의 지형을 활용하여 시합을 하였기 때문에 붙여진 것이고 주로 영국을 중심으로 한 유럽에서 흔히 볼 수 있는 경주로이다.
트랙은 영국에서 경마를 도입한 미국에서 처음부터 일정한 형태의 경주로를 만들어 사용하였기 때문에 붙여진 것이다. 물론 현대 경마장의 경주로는 어느 나라든 트랙화되어 있다. 자전거 경기를 위해 경사로 지어진 경주로는 특별히 벨로드롬이라고 하고, 자동차용 순환 경주로는 서킷(영어: circuit)으로 구별해 부른다.

## 경주마용 경주로

### 모래주로
모래주로(Dirt Track)는 2가지 구조적 특징이 있다. 첫째는 경주로의 높고 낮음이다. 관람대에서는 모두 평평하게 보이지만, 실제 오르막길과 내리막길이 있다. 서울 경마장은 제일 높은 곳과 제일 낮은 곳의 차이가 4m에 이른다. 이러한 높낮이 차이는 물이 잘 빠지도록 하고, 말이 경주로의 코너를 돌 때 약간 오르막길로 하여 경주사고를 예방하기 위함이다. 둘째는 3개층으로 된 경주로의 내부구조다. 제일 밑층은 배수층으로 40cm 깊이의 크고 작은 자갈로, 중간층은 기저층으로 약 10cm 두께의 화강토(화강암이 풍화된 모래흙, 일명 ‘마사토’)로 구성되어 있다. 제일 위층은 쿠션층으로 모래가 깔려 있다.
경주로 상태는 쿠션층인 모래에 물이 어느 정도 있느냐를 측정하여 건조(함수율 6% 미만), 양호(6~10%), 다습(10~15%), 포화(15~20%), 불량(20% 이상) 등으로 고객에게 공지하고 있다. 함수율은 경주기록과 밀접한 관계가 있는데 쿠션층의 함수율이 높을 때 경주속도는 빠르고, 함수율이 적은 건조 상태일 때 경주속도는 느리다. 이러한 차이는 최대 2~3초까지 생긴다. 경주에 출주하는 말의 과거 기록을 관찰할 때 당시 경주로 상태를 감안하여 말의 기록을 비교해야지 그렇지 않으면 우승마 선정에 착오가 생길 우려가 높다. 다만, 다른 국가의 모래주로는 한국과 다르기 때문에 기록이 반대로 나타난다.

### 잔디주로
유럽과 일본의 경마장은 대부분 잔디주로(Turf Track)다. 잔디주로는 시각적 효과가 탁월하고 말의 운동기 질병을 예방할 수 있는 장점이 있으나. 잔디관리가 힘들기 때문에 경마장별로 돌아가면서 경마를 하는 나라에서나 가능하다. 게다가 잔디가 잘 자랄 수 있는 자연환경이 무엇보다 중요하다.
유럽 이외 대부분의 나라에서는 모래주로와 잔디주로를 겸용하여 하루 중 몇 개 경주만 잔디주로에서 하고 나머지 경주는 모래주로에서 한다. 대한민국에는 아직 잔디주로가 포함된 경마장이 없다.

### 쿠션층의 함수율과 경주기록과의 관계
경주로 상태는 쿠션층인 모래에 물이 어느 정도 있느냐를 측정하여 건조(함수율 6% 미만), 양호(6~10%), 다습(10~15%), 포화(15~20%), 불량(20% 이상) 등으로 고객에게 공지하고 있다. 이러한 함수율은 경주기록과 밀접한 관계가 있다.
쿠션층의 함수율이 높을 때 경주속도는 빠르고, 함수율이 적은 건조 상태일 때 경주속도는 느리다. 이러한 차이는 최대 2~3초까지 생긴다. 경주에 출주하는 말의 과거 기록을 관찰할 때 당시 경주로 상태를 감안하여 말의 기록을 비교해야지 그렇지 않으면 우승마 선정에 착오가 생길 우려가 높다. 다만, 외국의 모래주로는 쿠션층 입자가 한국과 다르기 때문에 기록이 반대로 나타난다.

### 결승주로(Home Stretch)
주로는 말이 뛰는 곳으로, 사람으로 치자면 올림픽대회에서 달리기하는 주로와 같은 곳을 말한다. 결승주로는 경주의 결승선으로 경주마들이 가장 각축전을 벌이게 되는 최종 직선 구간을 말한다. 4코너에서 결승선까지의 최종 직선 코스로 경마장에 따라 각각 거리가 다르지만 보통 400~500m 정도이다.

## 같이 보기
- 벨로드롬